# Бумделінг (заповідник)
Природний заповідник Бумделінг — природна територія, розташована на північному сході Бутану, переважно в дзонгхагах Трашіянгце і Лхунце. Площа заповідника 1521 км², в яку входить площа буферної зони (450 км²), висотний градієнт 1500-6000 м н. р. м. Заповідник знаходиться поблизу кордонів з Китаєм і Індією (штат Аруначал-Прадеш).
Заснований у 1995 році (фактично організований у 1998 році) з метою захисту і збереження незайманих східно-гімалайських екосистем, від широколистяних лісів до субальпійських і альпійських угруповань. На території заповідника знаходиться близько 3000 домашніх господарств постійних жителів, а також декілька культурних і релігійних об'єктів, що мають міжнародне значення, таких як Сінг'є-дзонг.
У Бумделінзі мешкає близько 100 видів ссавців, серед яких рідкісні види, такі як малайський ведмідь, кабарга, блакитний баран, сніговий барс, бенгальський тигр і мала панда. Але особливо значима територія як зимовий притулок зникаючих чорношийних журавлів (Grus nigricollis), яких тут збирається до 150 особин. Вони мешкають поблизу озер в альпійській зоні.